# Cleandro de Gela
Cleandro Patareo (en griego: Κλέανδρος, † Gela, 498 a. C.) fue el primer tirano de la antigua ciudad siciliana de Gela. En el 505 a. C. conquistó el poder al gobierno dórico que había regido la ciudad durante muchos decenios.

Inició la modernización de Gela y fue muerto el 498 a. C. por Sabelo, un gelano que intentaba restablecer la democracia. Le sucedió su hermano Hipócrates.
| Predecesor: Ninguno | Tirano de Gela 500 – 498 a. C. | Sucesor: Hipócrates |